# 샤오완창
샤오완창(蕭萬長, 1939년 1월 3일 ~ )은 중화민국의 정치가이다. 중화민국 행정원 원장, 부총통, 중국국민당 총재 등을 역임하였다. 영어식 이름인 빈센트 시우(Vincent Siew)로도 알려져 있다.

## 역대 선거 결과
| 선거명               | 직책명   | 선거구         | 대수 | 정당       | 득표율 | 득표수      | 결과 | 당락 |
| -------------------- | -------- | -------------- | ---- | ---------- | ------ | ----------- | ---- | ---- |
| 1995년 입법위원 선거 | 입법위원 | 자이 시 선거구 | 3대  | 중국국민당 | 51.71% | 67,029표    | 1위  | 당선 |
| 2000년 총통 선거     | 부총통   | 타이완 지구    | 10대 | 중국국민당 | 23.10% | 2,925,513표 | 3위  | 낙선 |
| 2008년 총통 선거     | 부총통   | 타이완 지구    | 12대 | 중국국민당 | 58.45% | 7,658,724표 | 1위  | 당선 |

## 같이 보기
- 마잉주